# 풀턴 센터
풀턴 센터(영어: Fulton Center)는 뉴욕 맨해튼 풀턴 스트리트와 브로드웨이의 교차로에 위치한 지하철 및 소매 단지이다. 이 단지는 뉴욕주의 공공 기관인 메트로폴리탄 교통국(MTA)이 뉴욕 지하철 풀턴 스트리트 역을 복구하기 위해 14억 달러 규모의 프로젝트의 일환으로 건설되었다. 이 작업은 단지 내에 새로운 지하 통로와 접근 지점을 건설하고, 구성 역을 개조하고, 웨스트필드 월드 트레이드 센터 몰의 일부를 겸하는 큰 역 건물을 세우는 것을 포함했다.
2002년에 처음 발표된 이 프로젝트는 풀턴 스트리트 역에 정차하는 뉴욕 지하철 서비스에 대한 접근과 연결을 개선하기 위한 것이었다. 2005년에 시작된 이 건설 프로젝트의 자금은 최종 승인된 계획도 없고 완공 일정도 없이 몇 년 동안 고갈되었다. 2009년 미국의 복구 및 재투자법에 의해 교통 센터 계획이 부활되었다. 이 프로젝트는 풀턴 스트리트 지하철센터로 불렸으나 소매업에 대한 강조로 인해 2012년 5월 풀턴 센터로 다시 이름을 바꾸었다. 이 단지는 2014년 11월 10일 인접한 데이 스트리트 통로와 함께 공식적으로 개장했다.
풀턴 센터는 데이 스트리트 통로를 통해 세계 무역 센터, 웨스트필드 월드 트레이드 센터, 세계 무역 센터 교통 허브, 원 월드 트레이드 센터 전망대와 연결되며 챔버스 스트리트-세계 무역 센터/파크 플레이스/코트랜드 스트리트 역 (2, 3, A, C, E, N, R, W선) 및 WTC 코트랜드 역과 연결된다. 웨스트필드 코퍼레이션은 웨스트필드 월드 트레이드 센터의 확장으로 소매 공간을 운영하고 있다.

## 같이 보기
- 뉴욕 지하철 7호선 연장선
- 이스트사이드 연결선